# Cueta striata
Cueta striata är en insektsart som beskrevs av Douglas E. Kimmins 1943. Cueta striata ingår i släktet Cueta och familjen myrlejonsländor. Inga underarter finns listade i Catalogue of Life.